# Омарчевски правопис
Омарчевският правопис, известен още като правопис на БЗНС или земеделски правопис, е въведен с правописната реформа на правителството на БЗНС през 1921 г. при министър Стоян Омарчевски. Остава в сила до 1923 г., когато земеделското правителство пада и новото правителство възстановява (с някои поправки) Иванчевския правопис.

## Основни положения
Министър Омарчевски възлага на комисия да извърши реформа на правописа с цел неговото опростяване. На 22 юли 1921 година той подписва „Упътване за общ правопис на българския книжовен език“.
От съвременния български правопис, въведен след Деветосептемврийския преврат от 1944 г., Омарчевският правопис се отличава твърде малко. По-съществените разлики са следните:
- изхвърляне от азбуката на буквите ѣ (неупотребявана и в съвременния правопис), ъ и ь.
- мекост на съгласна пред о се бележи с й: синйо, Ганйо.
- фонетично правило за употреба на пълен и кратък член при съществителните и прилагателните в единствено число от мъжки род: пълен член се употребява пред дума, започваща с гласна, а непълен – пред дума, започваща със съгласна или на края на изречението. Това правило се нарича евфонично (благозвучно), противопоставено на настоящото синтактично правило.
- представянето на звука [ъ] с буквата ѫ (голяма носовка).
- правилата за употреба на удвоените предлози „със“ и „във“: по омарчевския правопис „във“ се пише пред думи, започващи с в, ф или хв, а „със“ – пред думи, започващи със с, з, ш, ж или щ.

С публикуването на „Упътване за общ правопис на българския книжовен език“ за пръв път се кодифицира и употребата на главни букви, също така някои въпроси на сричкопренасянето.

## Цели
Земеделското правителство обуславя целта на реформата като опростяване на българския правопис и превръщането му в по-достъпен за широките народни маси. Същевременно правописният въпрос е силно политизиран още от началото на XX век. Левите политици (комунисти и земеделци) се стремят към изхвърлянето на запазените старобългарски букви  ѣ и ѫ, изразяващи характерни за българския език звукове, както и на ъ и ь (букви със специфични функции, в края на думите показващи дали крайната съгласна трябва да се произнася меко или твърдо). От страна на земеделците има стремеж към сближаване със сръбския правопис, от страна на комунистите – към руско-съветския. След Октомврийската революция съветското правителство веднага прави езикова реформа, с която изхвърля буквите ѣ, ѫ, ъ и ь от руската азбука; същото правят и земеделците веднага след идването им на власт.
Изхвърлянето на буквата ѣ, обединяваща с двоякия си изговор (мляко/млеко) всички българи, от най-източните краища до най-западните покрайнини, внася разединение, разделя източните и западните диалекти. Решението е политическо, а не научно, и цели разединение между българите, нагаждане на българската азбука и правопис към руската и сръбската, проправя пътя към отродяването на македонците от българската народност и култура. Стамболийски се стреми към поддържане на приятелски отношения със Сръбско-хърватско-словенското кралство и се ангажира с прекратяване на дейността на ВМРО.

## Критики
Въвеждането на Омарчевския правопис предизвиква бурна реакция. Много учени, сред които и проф. Любомир Милетич, пишат протестни писма. Софийският университет заплашва, че ще затвори врати. Българската академия на науките не признава правописа.
Македонските организации изпращат официални протести до правителството и до Народното събрание, а изданията им продължават да излизат със стария правопис. Премахването на двойното е (ѣ) се приема като „предаване на западните диалекти“ и като отделяне на българския книжовен език от македонските диалекти. Ѣ се превръща в символ. Илинденската организация заявява, че „македонските българи ще запазят този правопис – свят за българщината – като македонски“.
В броя си от 11 януари 1922 година германският вестник „Кьолнише Цайтунг“ отразява положението така: „Българският език като руския познава две букви „ь“ и „ъ“, които се пишат в края на думите, за да покажат, че крайната съгласна трябва да се произнася меко или твърдо. Освен тия чужди на сръбския език букви българският език притежава за радост на чужденците и едно двойно „е“. Сегашното българско правителство, което произхожда от земеделската партия и се подкрепя от умерените социалисти и от т.нар. комунисти, преследва между другото и сближаване с Югославия. С изхвърлянето на тези букви, които не се срещат в сръбската кирилска азбука, то иска да изгради мост към Сърбия. Преди няколко месеца правителството издаде строги заповеди до печата и до печатниците да не употребяват вече тези три букви. Образованото гражданство, което и без това мрази земеделското правителство, обяви, че Отечеството е в опасност“.